# Jam session
Pour les articles homonymes, voir Bœuf et Jam.

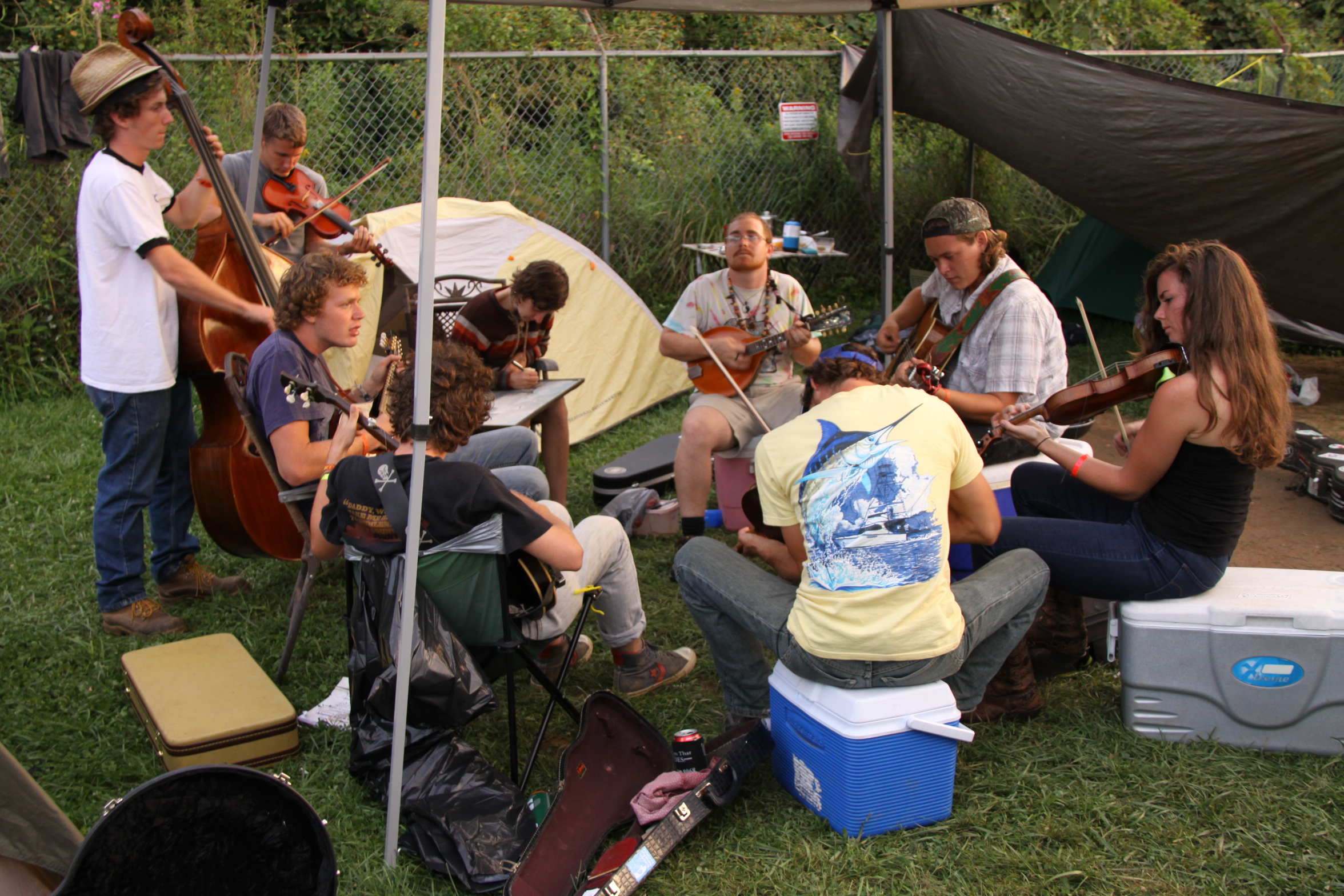
Jam session bluegrass en août 2012 à Galax, en Virginie (États-Unis).

Une jam session (littéralement « séance d'improvisation » en anglais), ou un « bœuf » en français, est une séance musicale improvisée, et à laquelle peuvent se joindre différents musiciens. On dit alors que l'on fait une « jam » (ou « un jam » au Québec). En jazz, les jams sessions sont souvent fondées sur des standards.

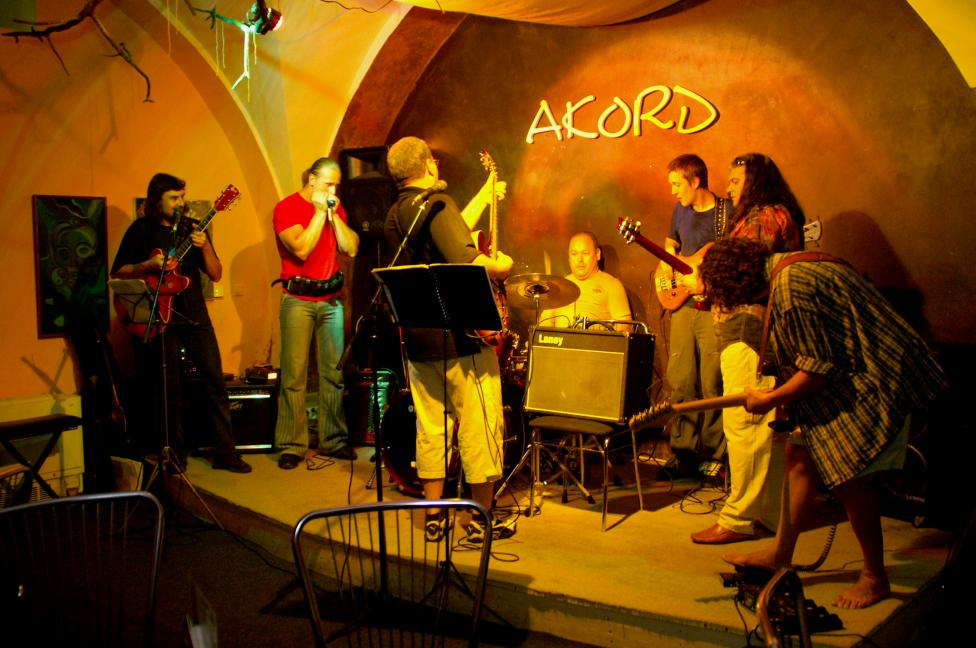
Jam session blues dans le bar Akord à Prague (Tchéquie) en 2022.

Le terme « jam » est généralement utilisé pour le jazz, le bluegrass, le hip-hop, le metal et le reggae. Pour le rock, on parle en France plus volontiers de « faire le bœuf », « taper le bœuf » ou encore « bœuffer », alors que les musiciens cubains de jazz latin et de salsa parlent plutôt de « descarga » (« décharge »).

## Étymologie
L'expression française « faire un bœuf » provient du cabaret Le Bœuf sur le toit, situé 28, rue Boissy-d'Anglas, dans le 8e arrondissement de Paris. Ce restaurant était le lieu de rassemblement de Jean Cocteau et des musiciens proches des Six. C'est là que débutèrent notamment Léo Ferré, Marcel Mouloudji, Charles Trenet ou les Frères Jacques. Au début du XXe siècle, les musiciens allaient en fin de soirée s'y rencontrer pour pratiquer ensemble de longues jam sessions, qu'ils finirent par désigner par l'expression « faire un bœuf ».
Le terme anglais « jam » fait quant à lui référence à l'encombrement d'une foule ou à un embouteillage. Il est l'abréviation du terme jamboree.

## En dehors de la musique
Les danseurs de swing organisent aussi des jam sessions au cours desquelles un danseur évolue en solo au milieu d'un cercle de danseurs qui l'encouragent.
Le Contact Improvisation, forme de danse improvisée pratiquée internationalement depuis les années 1970, utilise aussi ce terme pour les rencontres improvisées en groupe dont l'esprit est à l'entre-deux de la milonga du tango et des espaces de pratique de l'Aïkido. Nancy Stark Smith, l'une des fondatrices de cette danse, décrit ainsi la jam de Contact :

« La jam est un autre phénomène qui est apparu lors du développement du Contact Improvisation. La jam est une situation d’apprentissage, c’est en quelque sorte à la fois une situation de spectacle et une situation d’enseignement. Ce temps de pratique s’est énormément répandu et s’est développé de différentes manières. Cela a tout simplement débuté par un temps de pratique régulier, d’une ou deux heures, dans différentes villes, souvent le dimanche après-midi. »

Les « bœufs folk » sont également l'occasion de réunir danseurs et musiciens de façon informelle. Les airs de danse folk sont proposés par les musiciens aux danseurs sur le même principe que les Jam sessions. Inversement, les danseurs peuvent proposer des airs ou même chanter en dansant.
Le terme de jam session est aujourd'hui utilisé dans le monde des sports de glisse notamment le skateboard, ou les sports de neige (ski, snowboard, télémark, etc.) pour désigner dans les disciplines freestyle, un show où les concurrents font des démonstrations (libres ou pas) de leurs exploits pour le plaisir. Il n'y a pas forcément de jury, ce qui est plus caractéristique d'un concours.
Dans le même esprit, le terme de game jam est utilisé pour parler d'une création de jeu vidéo dans un temps court et limité.
En graffiti, et globalement en street art, les jams sessions sont des séances de peinture libres, avec de multiples participants.